# Oribatula debilitranslamellata
Oribatula debilitranslamellata är en kvalsterart som först beskrevs av Kulijev 1962.  Oribatula debilitranslamellata ingår i släktet Oribatula och familjen Oribatulidae. Inga underarter finns listade i Catalogue of Life.